# Merremia mammosa
Merremia mammosa är en vindeväxtart som först beskrevs av João de Loureiro, och fick sitt nu gällande namn av Hallier f. Merremia mammosa ingår i släktet Merremia och familjen vindeväxter. Inga underarter finns listade i Catalogue of Life.